# 池田輝政
池田輝政（日语：／ Ikeda Terumasa，1565年1月31日—1613年3月16日），日本安土桃山時代至江戶時代初期武將、大名，歷任美濃池尻城主、同大垣城主、同岐阜城主、三河吉田城主、播磨姬路藩初代藩主，有「姬路宰相」之稱。池田恆興次男，母親是荒尾善次之女，生於尾張國。

## 略歷
輝政與父親池田恆興及兄長元助共同仕於信長，輝政擔任信長的近習。天正元年（1573年），成為池田家家臣荒尾善久的養子並成為木田城主。荒木村重謀反爆發有岡城之戰後，於天正7年（1579年）11月與父親共同於攝津倉橋布陣。天正8年（1580年）進攻花隈城（花熊城）時（花熊城之戰），於北諏訪之峰布陣，並討取荒木軍5、6名武士，這些軍功獲得信長頒給感謝狀。
天正10年（1582年）2月，與兄長共同出陣甲州征伐。同年6月、本能寺之變後，與父兄共同仕於羽柴秀吉，同年10月15日、秀吉於京都大德寺舉辦信長的葬儀，輝政與羽柴秀勝共同抬棺。

## 豐臣時代
天正11年（1583年），父親成為美濃大垣城主，輝政擔任池尻城主，但天正12年（1584年）時，父親恆興與兄長池田元助於小牧長久手之戰戰死，於是由輝政繼承池田家家督之位，領有美濃大垣城主13萬石。天正13年（1585年）擔任岐阜城主。之後，包括紀州征伐、富山之役（討伐佐佐成政）、九州平定等秀吉的主要戰役，輝政多半都隨軍征戰。1587年秀吉征伐九州後，賜輝政「羽柴」姓；第二年，後陽成天皇行幸聚樂第，又賜其姓「豐臣」，授予從四位侍從的官位。1590年秀吉小田原征伐及奥州仕置後，加封三河國内渥美、寶飯、八名、設樂4郡（東三河）15萬2,000石，並擔任吉田城主，因此他得到「吉田侍從」的稱號。文祿慶長之役時，受命擔任朝鮮出兵所需大船建造及運送兵糧米返回名護屋城之任務。
輝政原本娶中川清秀之女糸子為妻，文祿3年（1594年）時，秀吉命令輝政娶德川家康之女督姬為妻。督姬原本是北條氏直的妻子，北條家在小田原之戰時滅亡，氏直在戰後一年便過世，因此督姬也是守寡再嫁。文祿4年（1595年），關白豊臣秀次被殺後，多數秀次的妻妾也被殺害，幸賴輝政協助之下，讓妹妹若御前（秀次的正室）免於一死。秀吉死後，輝政從屬於德川方面，與福島正則及加藤清正等武斷派諸將共同行動，而與文治派的石田三成對立，並參與石田三成襲撃事件。1600年時和福島正則圍攻織田秀信的岐阜城，為關原之戰的前哨戰，關原之戰的本戰，阻擋了毛利秀元及吉川廣家等位於南宮山的西軍行軍路線。戰後成為播磨姬路藩52萬石的大名，僅次於結城秀康、蒲生秀行、松平忠吉等3人。
輝政自慶長6年（1601年）至慶長14年（1609年）期間，大幅改建姬路城。慶長11年（1606年）開始，也同時進行加古川流域的改修事宜，開辦加古川上游田高川的河川開發事業，以及下游高砂的都市開發事業。其次，與諸大名共同辦理江戶城普請，慶長14年（1609年）辦理篠山城普請，慶長15年（1610年）辦理名古屋城普請等等總普請奉行職務。慶長14年（1609年），重建因火災燒毀的伊勢神宮摩尼殿。慶長16年（1611年）3月，家康與豐臣秀賴於二条城會面時，輝政也列席參加。慶長17年（1612年），敘任正三位参議。事實上再加上輝政之弟池田長吉領有因幡國6萬石、次子忠繼領有備前岡山28萬石、三男忠雄領有淡路洲本6萬3000石，加起來池田家有極大的領地（共92萬石），再加上他是家康的女婿，妻子督姬也有十五萬石的化妝領，因此他有「西國將軍」、「姬路宰相」的稱號。
慶長18年（1613年）1月25日於姬路去世。死因為中風（『駿府記』），家康從本多正純聽到輝政中風的消息後，曾遣人送中藥材「鳥犀圓」醫治；但也有因好色導致腎虛（花柳病）之說法（『當代記』）。享年50。法號「國清院殿泰叟玄高大居士」，在妙心寺護國院（位於京都府京都市）與國清寺（位於岡山縣岡山市）都有其墓。